# Fundacja Stocznia
Fundacja Stocznia – utworzona w 2009 polska organizacja pozarządowa zajmująca się tematyką partycypacji społecznej i innowacji społecznych (wcześniej działająca pod nazwą Fundacja Pracownia Badań i Innowacji Społecznych „Stocznia”). W ramach swojej działalności fundacja np. realizuje konsultacje społeczne, prowadzi badania i wydaje raporty. Zaangażowana jest też m.in. w organizację Forum Praktyków Partycypacji oraz współtworzy Dom Innowacji Społecznych Marzyciele i Rzemieślnicy na Brackiej 25. Fundacja jest członkiem Ogólnopolskiej Federacji Organizacji Pozarządowych.
Prezesem zarządu Fundacji jest Jakub Wygnański.